# Association roumaine du soudage
 (novembre 2023).
L'Association roumaine du soudage (ASR) (en roumain : Asociaţia de Sudură din România) est une organisation professionnelle non gouvernementale et indépendante, dotée du statut de personne morale à but non lucratif, fondée en 1990.

## Histoire
En 1937 une première organisation est créée par l’Organisation du cercle pour l'encouragement du soudage. En 1952, l'académicien Corneliu Mikloși crée la section de l’outillage et de la technologie du soudage dans l'Institut polytechnique de Timișoara. En 1954, le même Corneliu Mikloși crée la Section de soudage de la base de recherche scientifique de Timișoara de l'Académie roumaine.
Em 1970 le Centre d'essais de soudage et de fatigue (CSIO) de Timișoara, subordonné au ministère des Constructions de machines, est établi, en réunissant les collectifs des Sections de soudage et résistance des matériaux de la base de Timișoara de l'Académie roumaine, sous la direction de l’académicien Traian Sălăgean. Ce centre est transformé en 1974, en Institut de soudage et d'essai des matériaux ISIM.
Finalement, en 1990, l'Association roumaine du soudage est créée, son premier président étant Corneliu Mikloși 

## Formation
L’association assure la formation du personnel de coordination en soudage en conformité avec les niveaux de qualification établis par, la Fédération européenne du soudage (EWF) et l'Institut international du soudage (IIW). Ces niveaux incluent :
- ingénieur soudage international / européen (International/European Welding Engineer IWE/EWE),
- technologue en soudage international / européen (International/European Technologist IWT/EWT),
- spécialiste du soudage international / européen (International/European Specialist, IWS/EWS).

La structure des formations d'ingénieur/technologue/spécialiste international/européen du soudage se compose d'une partie théorique comprenant les procédures de soudage, les matériaux et leur comportement au soudage, la conception des structures soudées, les applications de fabrication et d'ingénierie, respectivement une partie pratique.
L’association assure aussi la formation de coordinateurs européens du soudage pour les constructions en acier. Les personnes possédant le diplôme d'ingénieur en soudage international/européen et ayant une expérience pratique avérée dans le domaine des constructions métalliques comme coordinateur en soudage pendant au moins six ans sur les huit dernières années, ont la possibilité d'obtenir le diplôme de coordinateur en soudage européen dans le domaine des constructions en acier.

## Publications
Association roumaine du soudage (ASR) publie deux publications, le bulletin d'information ASR qui paraît mensuellement et la revue Sudura ("Soudure") qui paraît quatre fois par an.
SR est un membre actif de l'association roumaine de normalisation ASRO dans les comités techniques qui mènent des activités dans le domaine du soudage, des procédés connexes et des contrôles non destructifs.

## Prix
L’association accorde chaque année une médaille d’honneur "Corneliu Mikloși" aux spécialistes qui avait contribué au développement de la technique de la soudure. Les spécialistes dont le travail a été honoré par cette médaille sont :
1998
- Dan Mateescu

1999
- Clara Boarnă
- Dieter Böhme
- Viorel Micloșl
- Simion Moga
- Voicu Safta
- Petre Stoianovici
- Sever Şontea
- Alexandru Vaș

2000
- Vlad Diaconu
- Ioan Dobrotâ
- Günter Kurt Fromius
- Andrei Kurtag
- Klaus Nürnberg
- Ioan Surgean
- Constantin Teodorescu

2002
- Niculae Napoleon Antonescu
- Cornel Rădulescu
- Mihai Teodorescu

2003
- Mifcea Rațiu
- Sorin Călăfașu
- Nicolae Ionescu
- Eugen Bicsad
- Mihai Hârșovs
- Stelian Negoiescu
- Eugen Sandu
- Stojan Sedmak

2004
- Valeriu Anțilă
- Ovidiu Centea
- Marie-Jeanne Săvulescu
- Lucian Scorobețu
- Ioan Sora
- Gheorghe Zgură

2005
- Francisc Tusz
- Dorin Dehelean

2006
- Valeriu Georgescu

2007
- Detlef von Hofe
- Emil Constantin

2008
- Rudolf Takács

2009
- Ioan Streza

2012
- Eugen Bicsak
- Şerban Panaitescu
- Petru femchea

2013
- Radu Iovânaș

2014
- Mircea Breazu
- Valeriu Deac
- Nicolae Joni
- Gheorghe Solomon

2015
- Ioan Tioc
- Mario Mason

2016
- Adrian Câmpurean

2017
- Gheorghe Drăghilă

2018
- Radu Băncilă
- Iosif Simon
- Moise Verdeț

2019
- Constantin Popeci

2020
- Mihail MInescu
- Viorel-Aurel Șerban

2021
- Corina Drăgulescu

2022
- Sorin David
- Dănuț Mihăilescu
- Ioan Vida SimtiI

2023
- Sorin Keller
- Petre Munteanu